# Castlevania: Nocturne
Castlevania: Nocturne is een Amerikaanse animatieserie die is geschreven door Clive Bradley en een vervolg is op een eerdere televisieserie van Castlevania. De horrorserie werd voor het eerst uitgezonden op 28 september 2023 op Netflix. Begin 2025 volgde een tweede seizoen.

## Plot
De vampierenjager Richter Belmont en zijn adoptiezus Maria Renard bevinden zich te midden van de Franse Revolutie in 1792. Zij moeten samen met nieuwe bondgenoten, waaronder Dracula's zoon Alucard, alles in het werk stellen om te voorkomen dat de machtige vampiergodin Erzsebet de wereld voor altijd in duisternis zal verhullen.

## Rolverdeling
- Edward Bluemel als Richter Belmont
- Pixie Davies als Maria Renard
- Thuso Mbedu als Annette
- Richard Dormer als Emmanuel
- Sydney James Harcourt als Edouard
- Nastassja Kinski als Tera Renard
- Zahn McClarnon als Olrox
- Sophie Skelton als Julia Belmont
- Elarica Johnson als Drolta Tzuentes
- Franka Potente als Erzsebet Báthory

## Afleveringen
| Seizoen | Afleveringen | Uitgezonden vanaf |
| ------- | ------------ | ----------------- |
| 1       | 8            | 28 september 2023 |
| 2       | 8            | 16 januari 2025   |

## Ontvangst
De serie werd overwegend positief ontvangen in recensies. Men prees de animaties, horror, actie en de gevechten. Kritiek was er op de focus van het verhaal, die meer op de bijpersonages wordt gelegd. Ook werd het plot van de serie soms als voorspelbaar gezien.
Op recensiewebsite Rotten Tomatoes kreeg het eerste seizoen van Castlevania: Nocturne een gemiddelde beoordeling van 94%. Kijkers gaven de serie een score van 48%. Op Metacritic heeft de serie een gemiddelde beoordeling van 77% (professioneel) en 48% (kijkers).